# 伊丹師親
伊丹 師親（いたみ もろちか、永禄5年（1562年） - 寛永2年7月19日（1625年8月21日））は戦国時代から江戸時代前期にかけての医者。通称は孫兵衛、医者になってからの名は道甫。

## 生涯
師親は高師直の53代の孫で、先祖は摂津国伊丹城の城主であったことから伊丹氏を称した。師親は牢人として泉州堺に在ったが、曲直瀬道三に弟子入りし享徳庵三法印医道を学ぶと慶徳庵道甫と名を改め、医者として高名を為した。
師の曲直瀬道三は島津義弘と茶の湯の友であり、後に同道して薩摩国へ下る約束をしていたが、道三が病を得たため代わりに道甫が同行することとなった（道三は文禄3年（1594年）に死去）。慶長5年（1600年）に関ヶ原の戦いが起こったために同道は叶わなかったが、道甫は約束通り薩摩国へ下向すると引き止められて義弘の侍医となり、平松（現・鹿児島県姶良市平松）の地120石を賜った（その後に加治木（現・姶良市加治木町）へ移り160石に）。また、道甫も茶道を嗜んでおり、薩摩藩士たちの間に茶の湯を広めた。
寛永2年（1625年）に死去した。法名は「月窓常雲庵主」。加治木の大株寺に葬られ、後に長年寺へ墓所は移された。

## 辞世
- 「あだの世に しばしが程に 旅衣 きて帰るこそ 本の道なれ」